# Saint-Martin-d'Audouville
Saint-Martin-d'Audouville è un comune francese di 121 abitanti situato nel dipartimento della Manica nella regione della Normandia.

## Società

### Evoluzione demografica
Abitanti censiti